# Poldasht
Poldasht (farsi پلدشت) è il capoluogo dello shahrestān di Poldasht nell'Azarbaijan occidentale. 